# モット多項式
数学におけるモット多項式（モットたこうしき、英: Mott polynomials）sn(x) とは、N. F. Mott (1932, p. 442) により電子の理論への応用の際に導入された多項式である。次の指数型母関数によって与えられる。
{\displaystyle e^{x({\sqrt {1-t^{2}}}-1)/t}=\sum _{n}s_{n}(x)t^{n}/n!.}
はじめのいくつかを例示すると次のようになる（オンライン整数列大辞典の数列 A137378）
{\displaystyle s_{0}(x)=1;}
{\displaystyle s_{1}(x)=-{\frac {1}{2}}x;}
{\displaystyle s_{2}(x)={\frac {1}{4}}x^{2};}
{\displaystyle s_{3}(x)=-{\frac {3}{4}}x-{\frac {1}{8}}x^{3};}
{\displaystyle s_{4}(x)={\frac {3}{2}}x^{2}+{\frac {1}{16}}x^{4};}
{\displaystyle s_{5}(x)=-{\frac {15}{2}}x-{\frac {15}{8}}x^{3}-{\frac {1}{32}}x^{5};}
{\displaystyle s_{6}(x)={\frac {225}{8}}x^{2}+{\frac {15}{8}}x^{4}+{\frac {1}{64}}x^{6};}
この多項式 sn(x) は、–2t/(1–t2) に対する対応するシェファー列を構成する(Roman 1984, p.130)。Arthur Erdélyi, Wilhelm Magnus, and Fritz Oberhettinger et al. (1955, p. 251) では、一般化超幾何関数 3F0 によるこの多項式の陽的な表現が与えられた。